# Moustéru
Moustéru település Franciaországban, Côtes-d’Armor megyében. Lakosainak száma 642 fő (2022. január 1.). Moustéru Bourbriac, Coadout, Grâces, Gurunhuel, Plouisy és Tréglamus községekkel határos.

## Népesség
A település népességének változása:
| Lakosok száma | 537  | 597  | 609  | 660  | 698  | 680  | 660  | 649  | 644  | 642  |
|               | 1968 | 1982 | 1990 | 2006 | 2013 | 2015 | 2017 | 2019 | 2020 | 2022 |